# 西条祭り

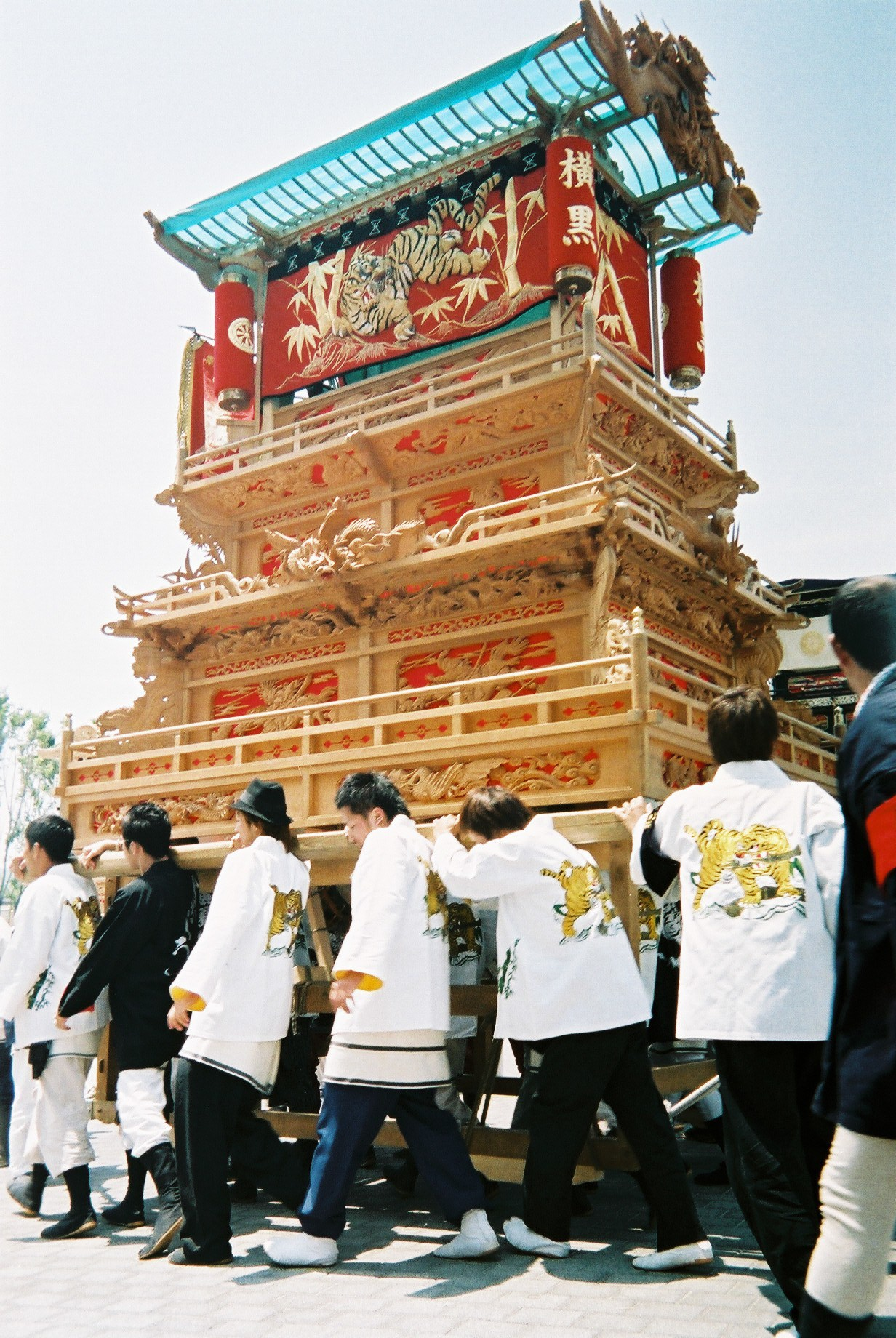
西条型のだんじり　画像は3段のだんじりとなっているが2段のものもある。

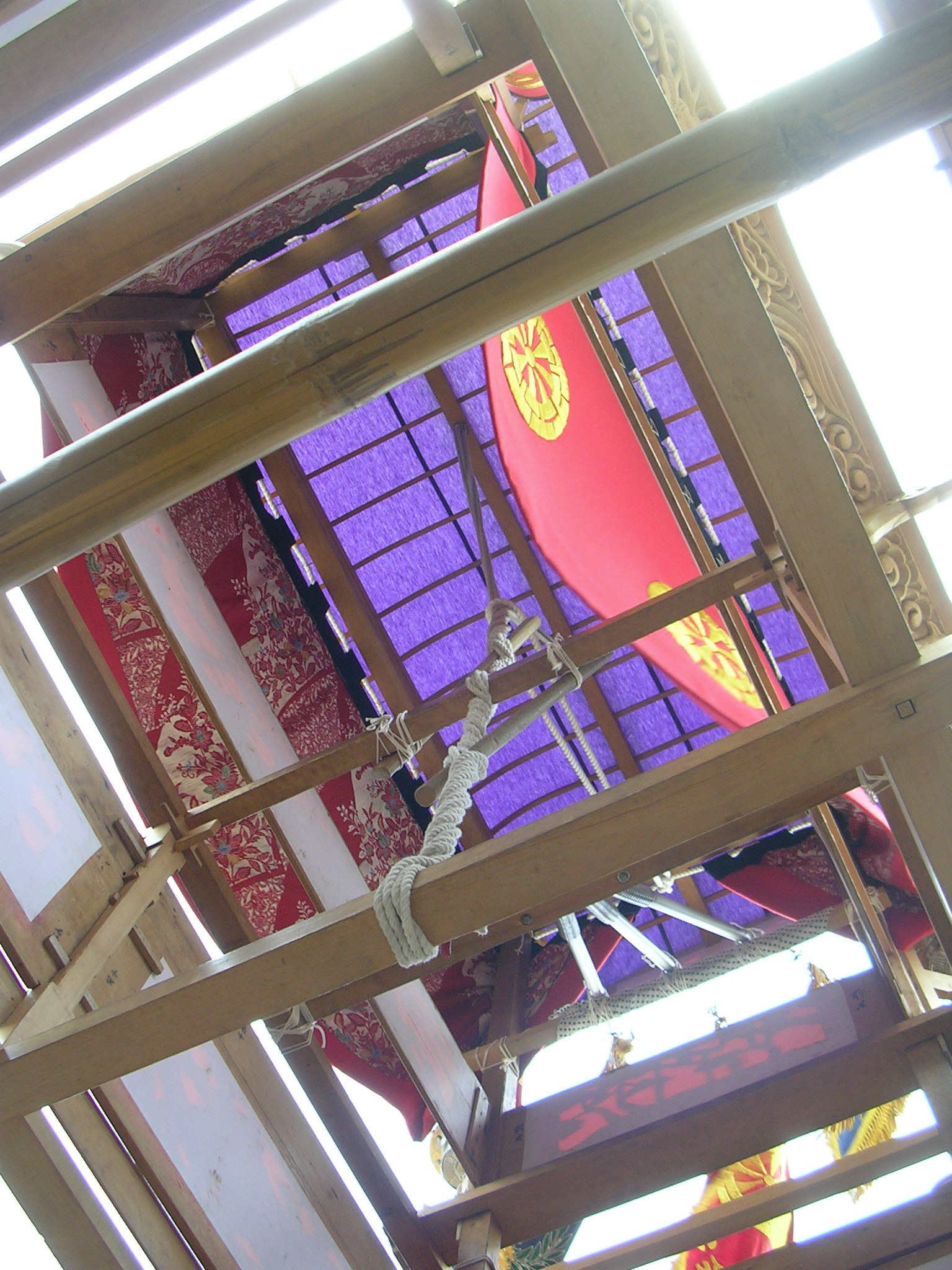
西条型だんじりの内部構造

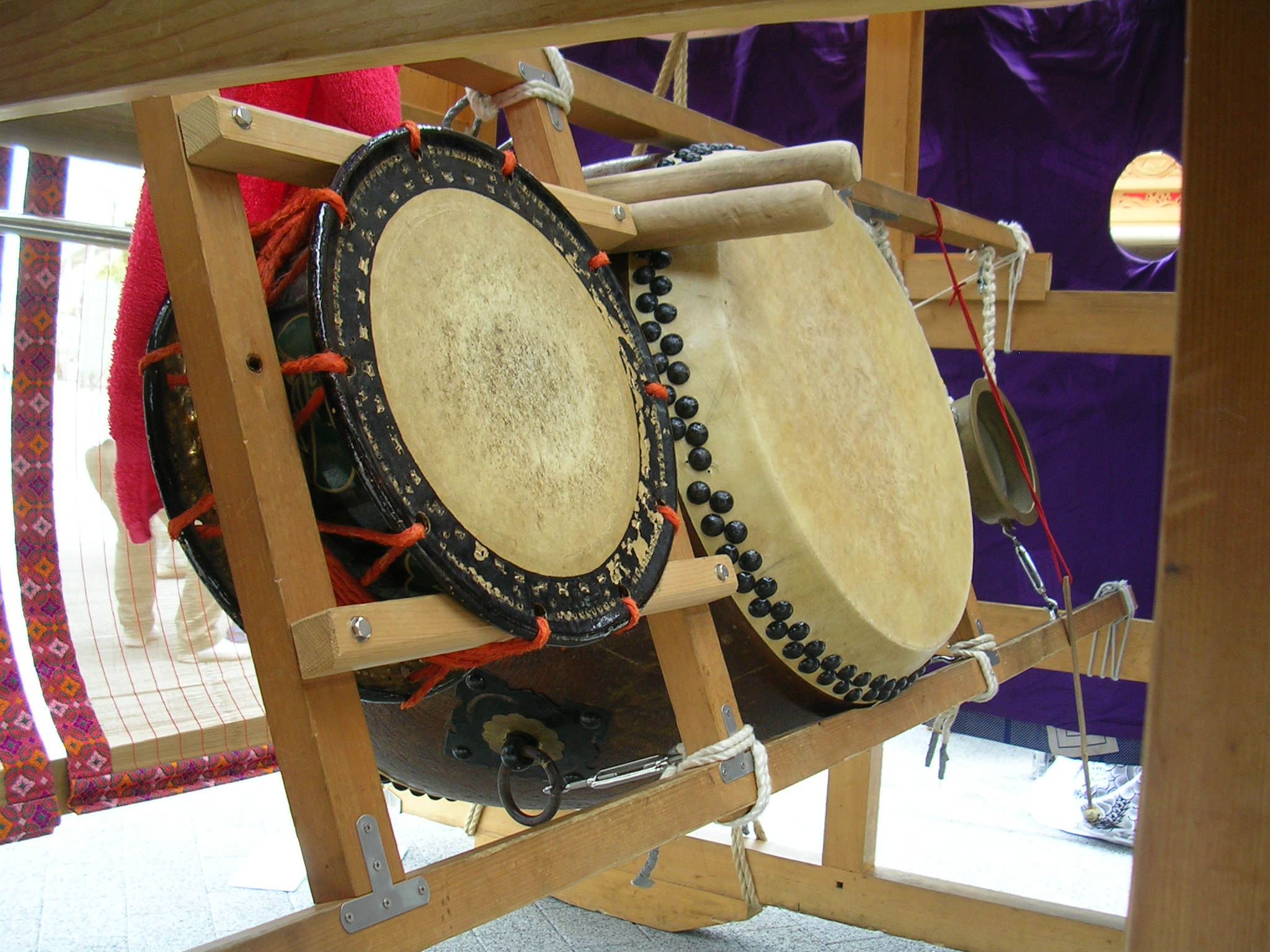
西条型だんじりの鳴り物　鳴り物の配置には2種類あり画像のものとだんじりの内部の中央部に太鼓と鉦が配置されているものがある。

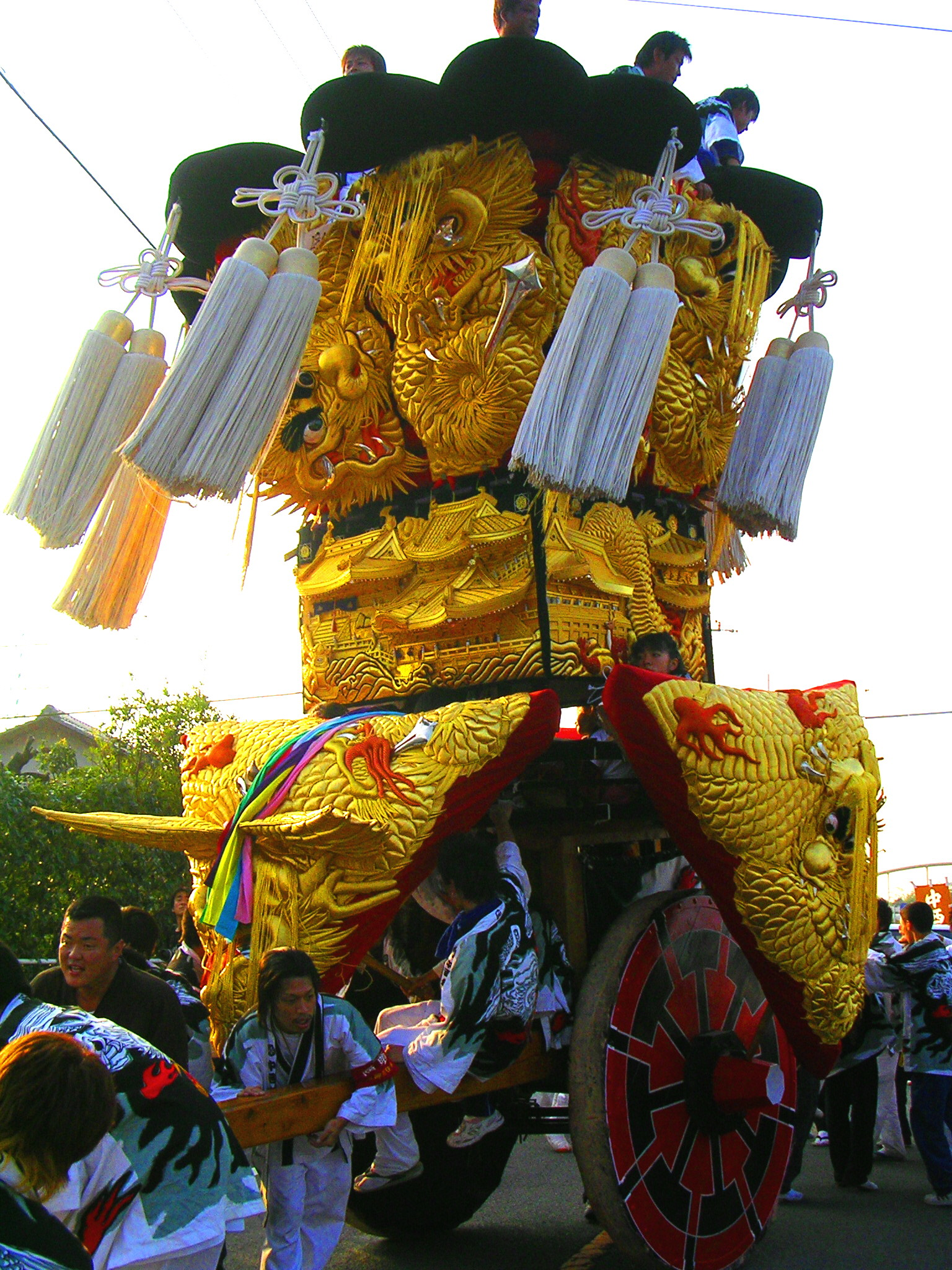
西条の御輿（みこし）

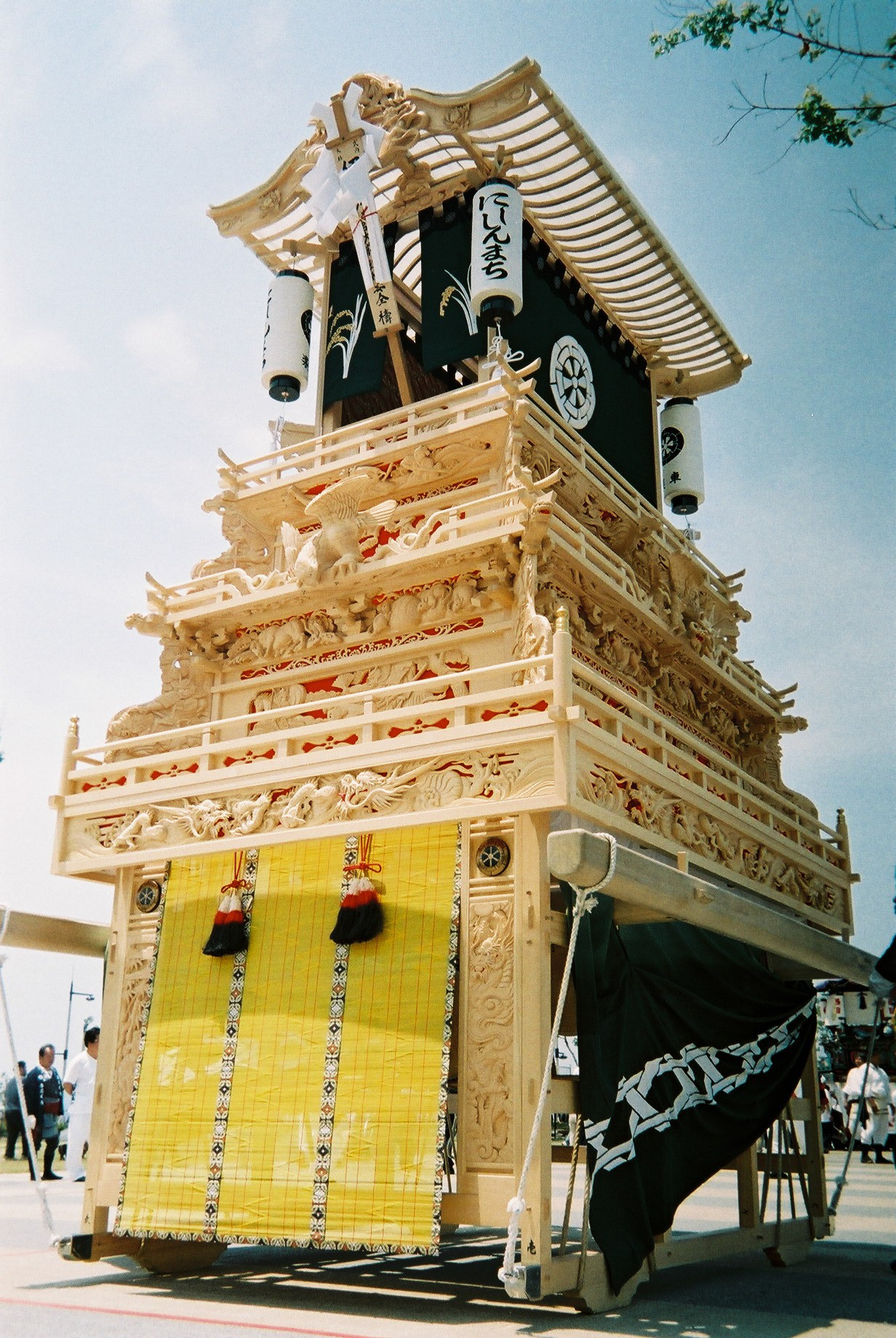
素木の西条だんじり

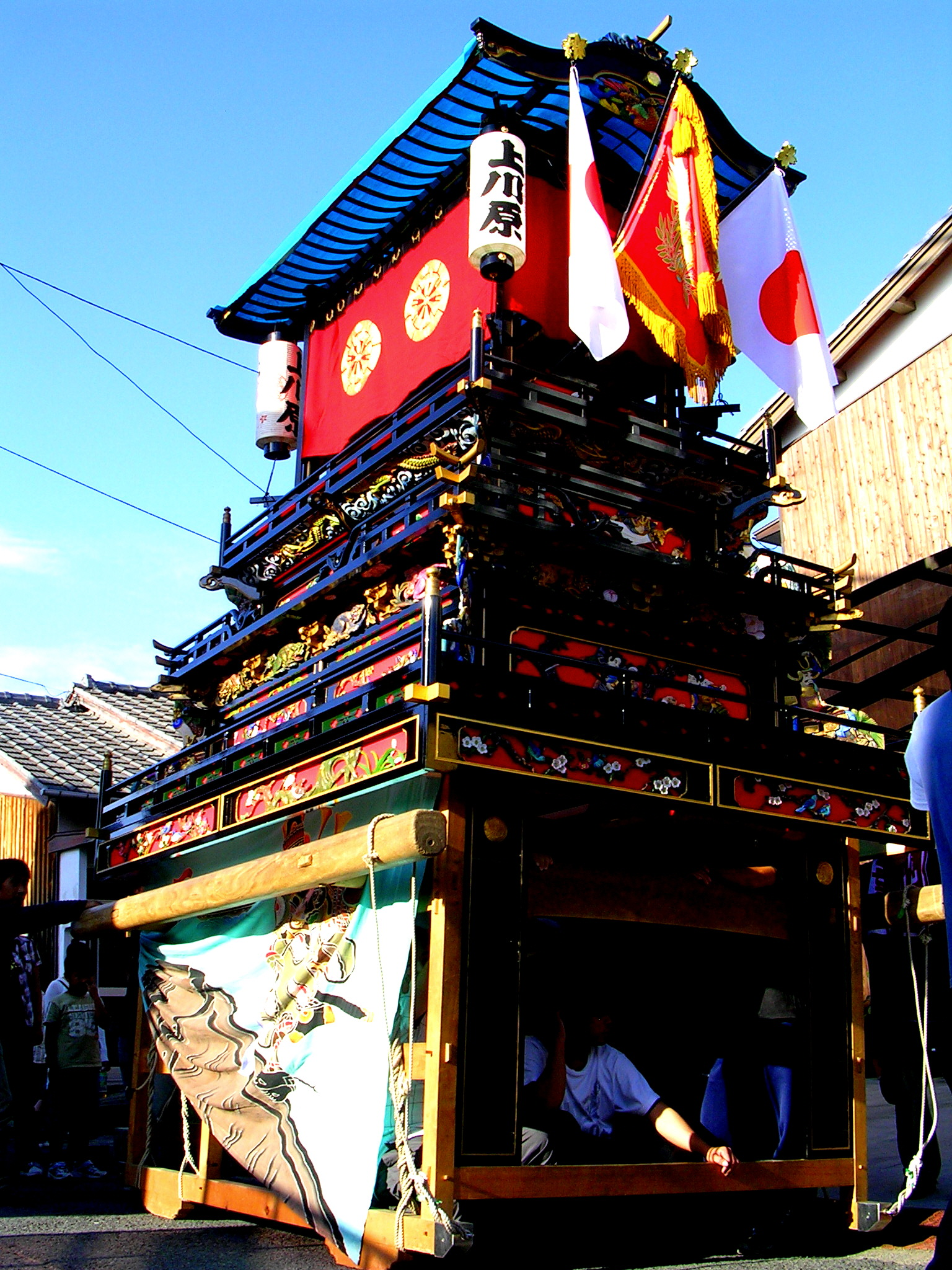
黒塗りの西条だんじり

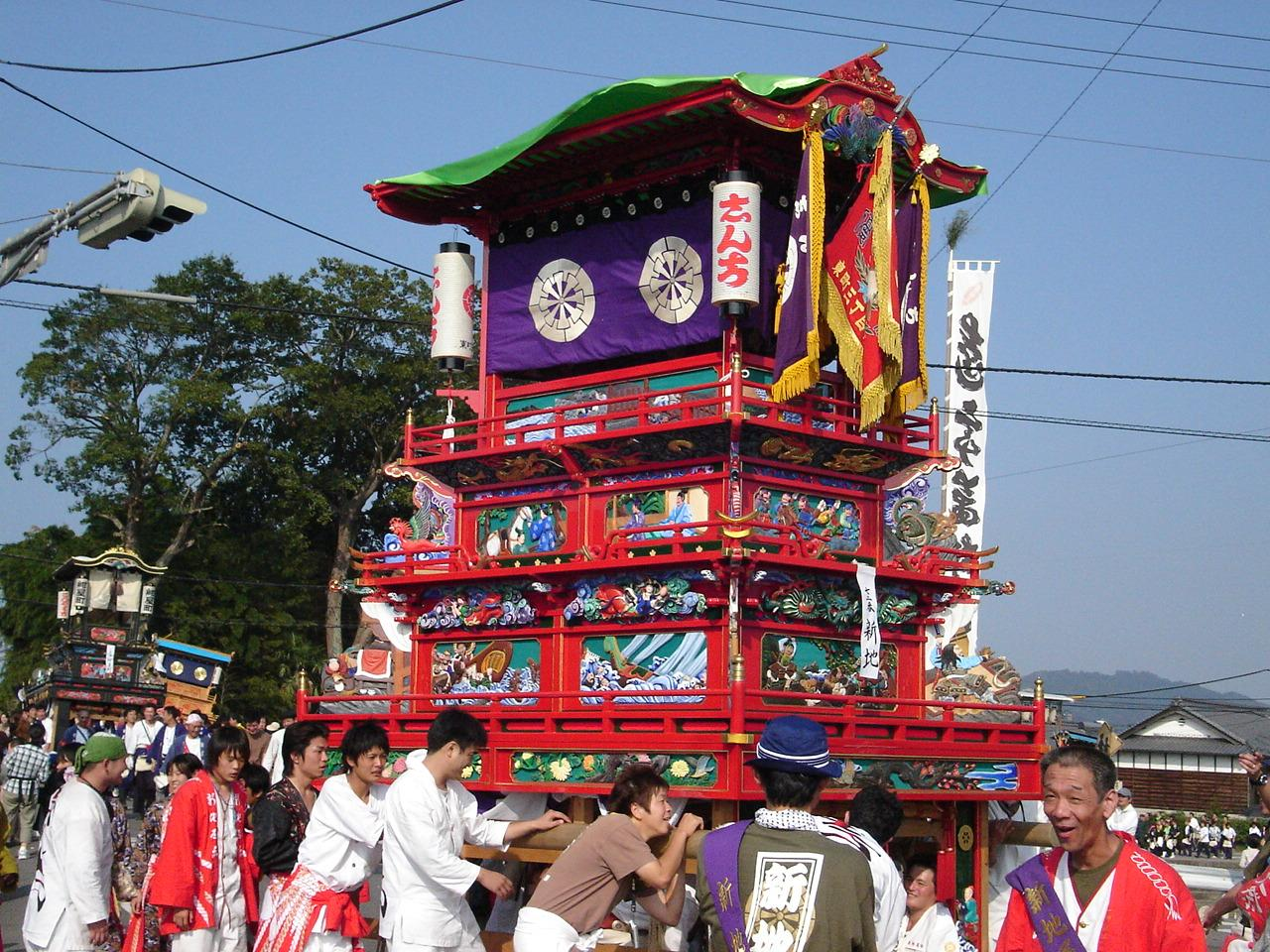
朱塗りの西条だんじり

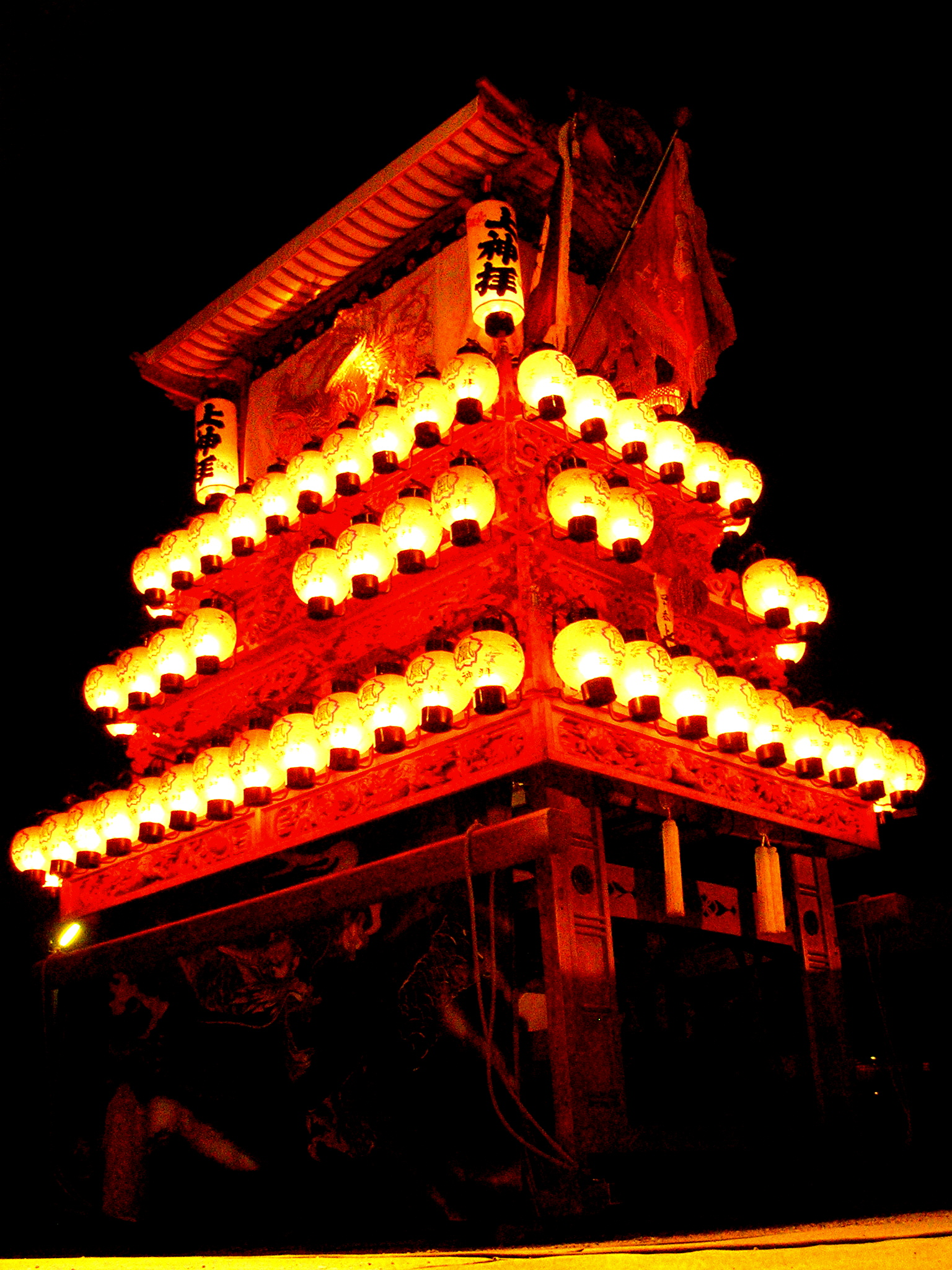
提灯をつけた夜間の姿

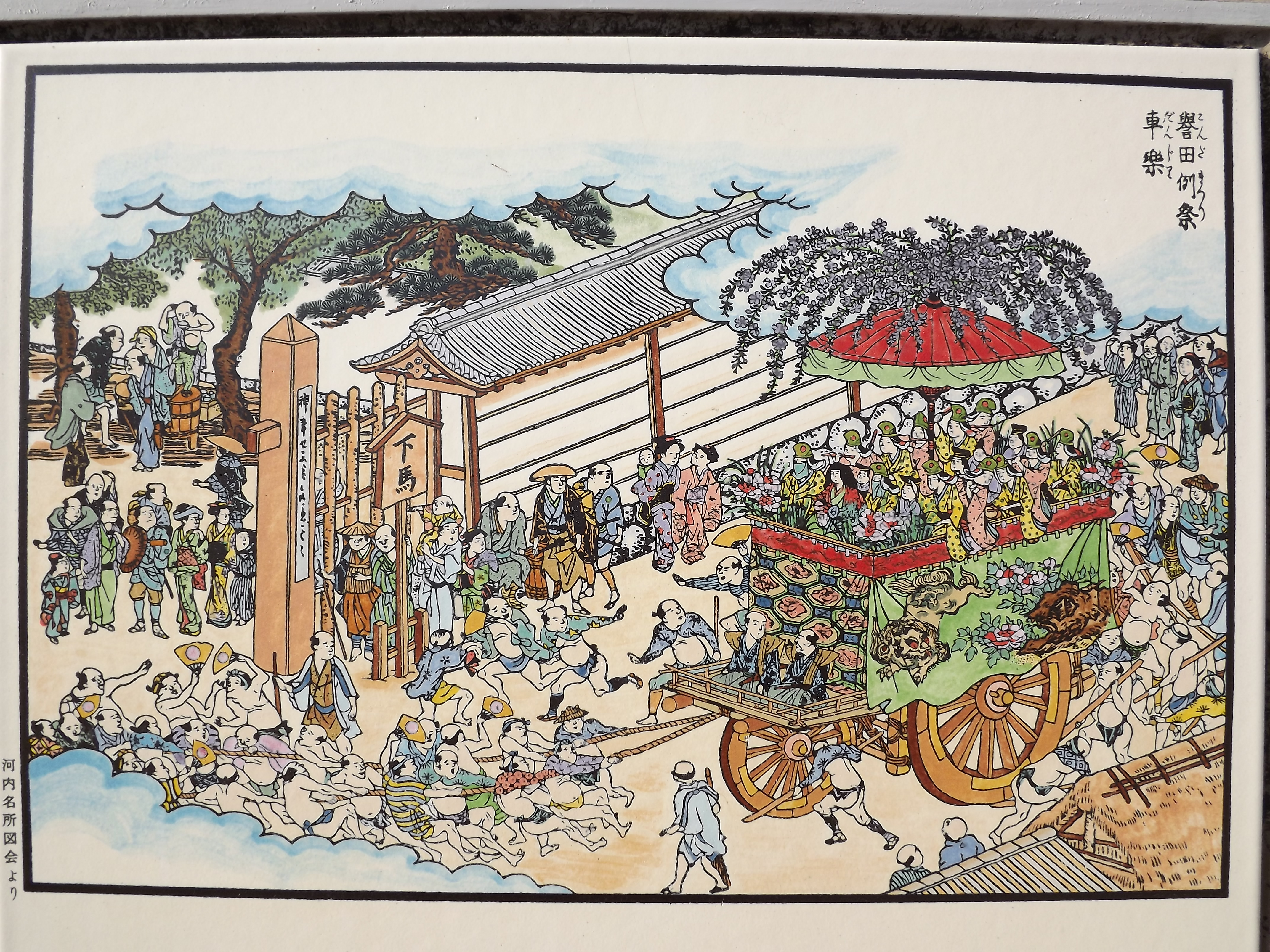
伝承にて初期の西条祭り屋台のモデルとなった誉田八幡宮の祭車

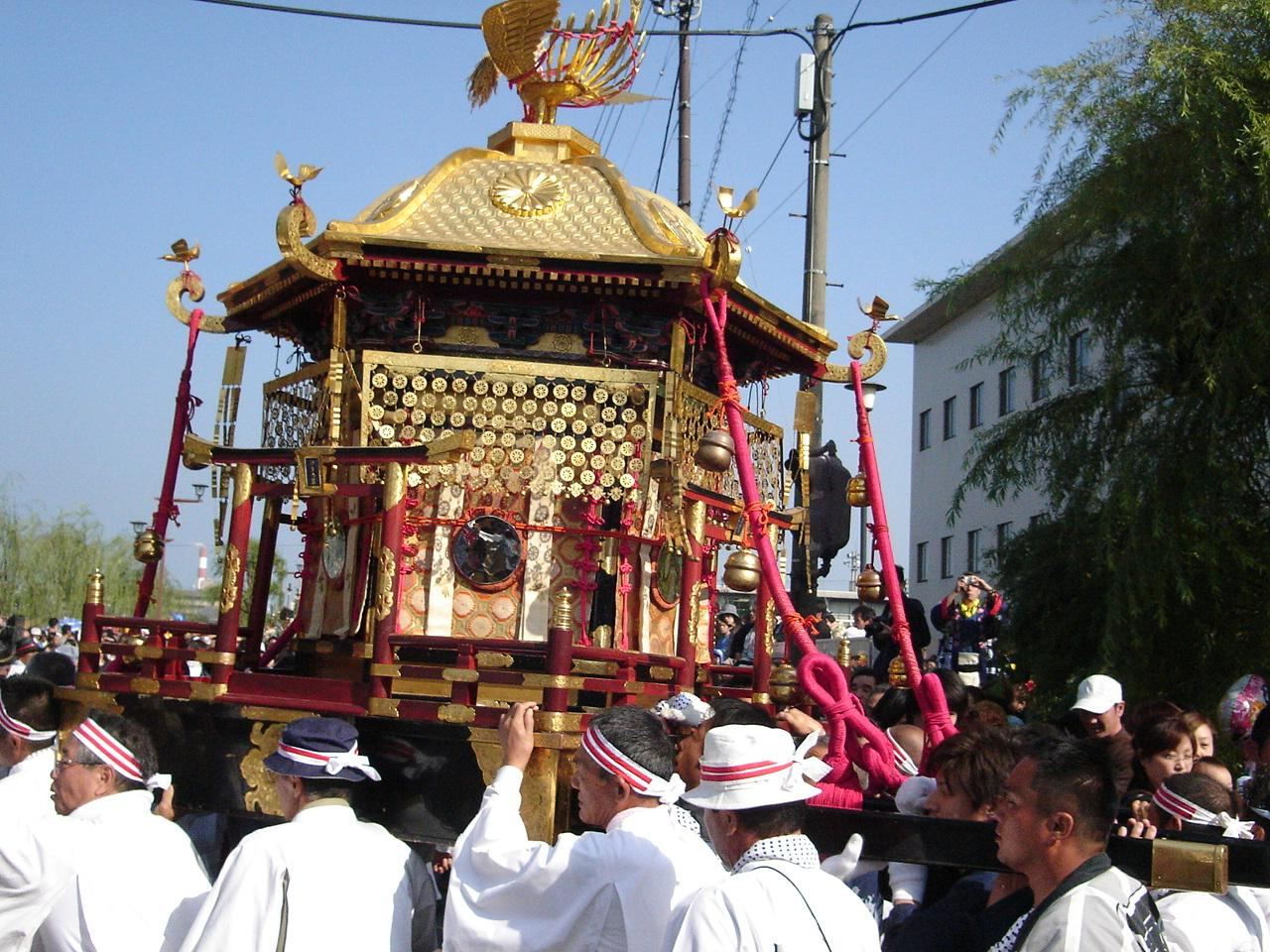
西条祭りの御神輿（神さん）

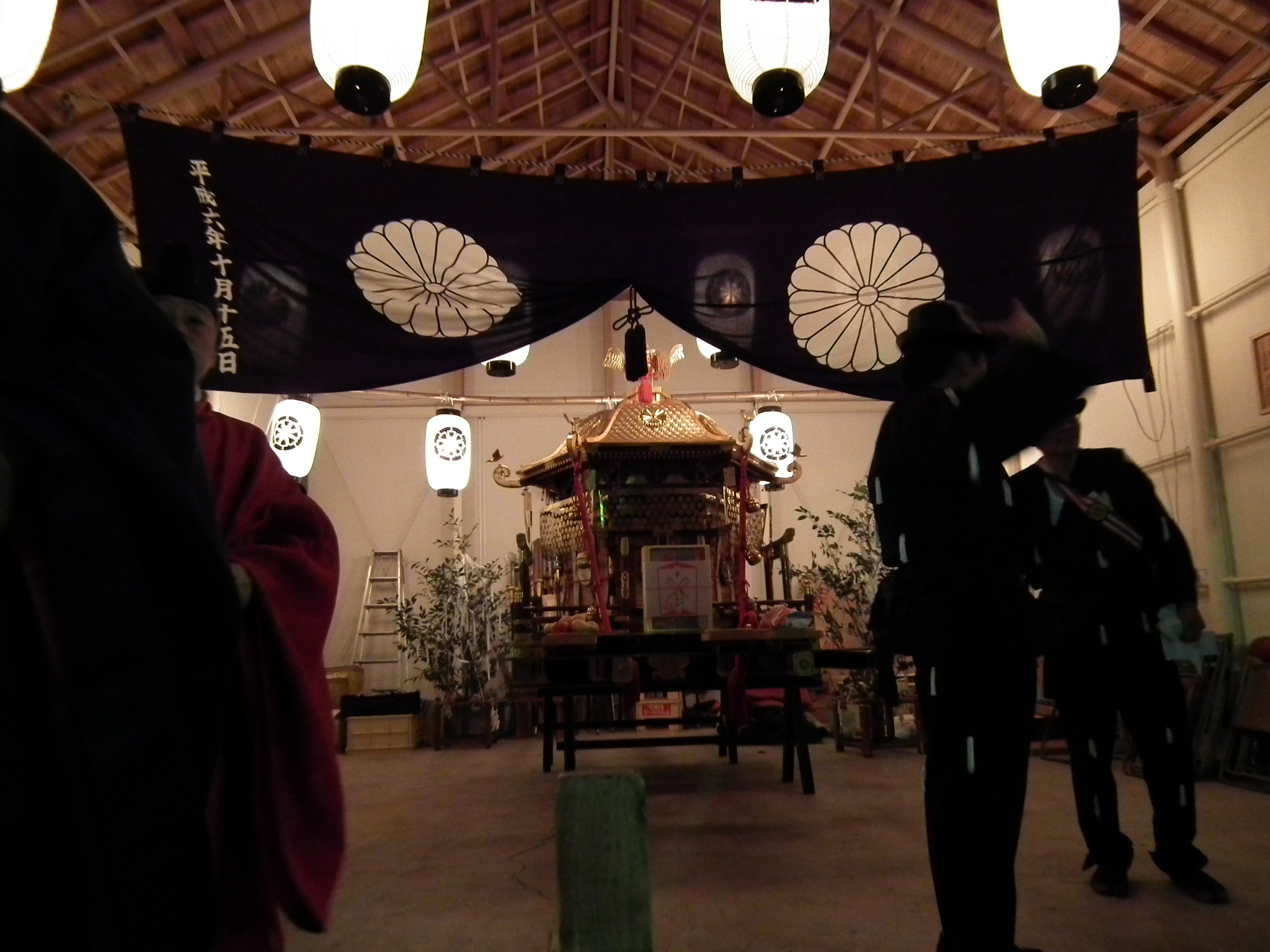
伊曾乃神社祭礼の御旅所

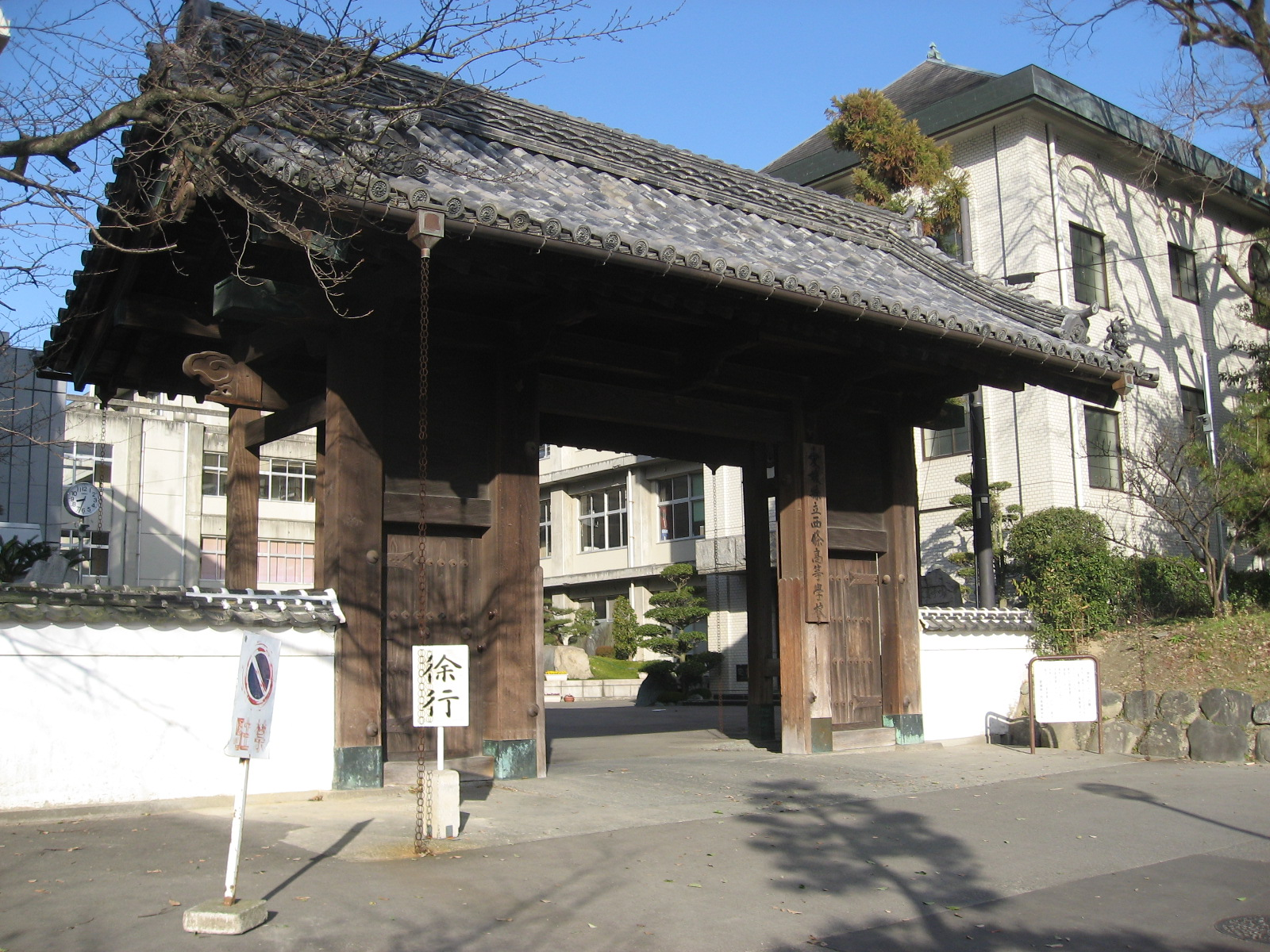
旧西条藩陣屋跡（御殿前）の大手門

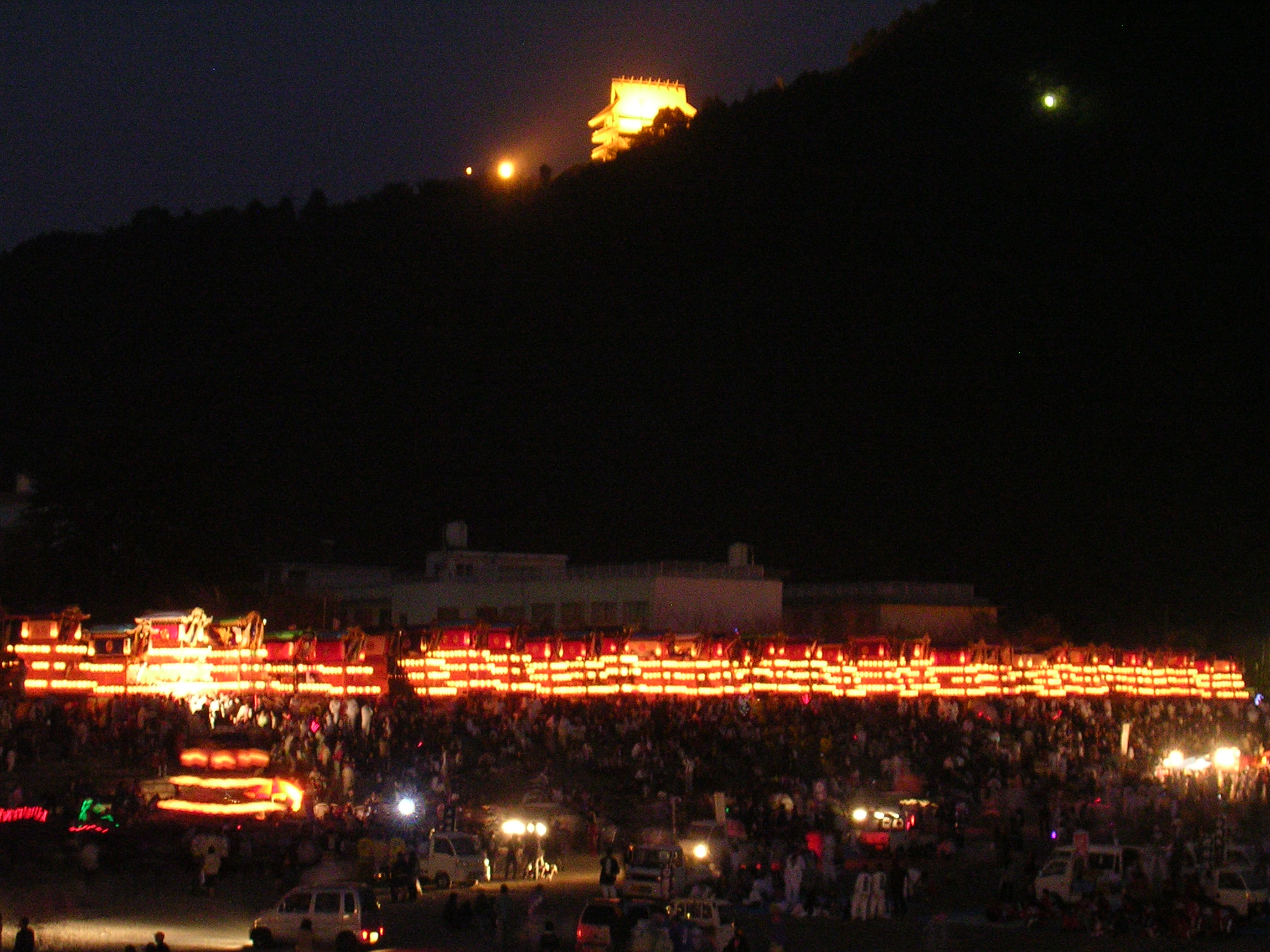
伊曽乃神社祭礼の川入り(宮入り風景

西条祭り（さいじょうまつり）とは、愛媛県西条市で行われる秋祭りのうち、平成16年（2004年）の市町村合併以前の市域（旧・西条市）にある4つの神社の祭礼の総称である。ポスターなどには「西条まつり」と表記される。
なお、西条祭りそのものが『西条まつりの屋台行事』として西条市の指定無形民俗文化財第85号に認定されている。

## 概要
もともとは石岡神社（氷見・橘地区）、伊曽乃神社（神戸・大町・神拝・玉津・西条地区）、飯積神社（玉津・飯岡地区と新居浜市大生院地区）の三神社の祭礼を指していたが、近年、嘉母神社（禎瑞地区）の祭礼もこれに含めるようになった。特にことわらずに「西条祭り」という場合、祭礼の規模が一番大きい伊曽乃神社の祭礼を指す事が多い。
それぞれの神社によって祭礼に奉納される屋台は異なっており、石岡神社、伊曽乃神社では屋台・楽車（地元では｢だんじり｣と称する）と御輿(地元では｢みこし｣と称する)が、嘉母神社と飯積神社では太鼓台が奉納される。ただし石岡神社では御輿のことをさして｢太鼓台｣と呼んでいるが、本来の御輿の分類は太鼓台に属している。
なお、市町村合併により新しく西条市となった旧東予市・旧小松町・旧丹原町などの諸地域でおこなわれている祭礼でも旧西条市域と同様のだんじりや御輿、太鼓台が奉納され、年々規模も大きく盛んになっている。

## 歴史

### 西条における屋台（楽車）の発祥
西条における屋台は文献により江戸時代中期から存在が確認できるが、その起源や発祥については古文書等の文献史料がほとんど残されておらず、また古文書を解読できる研究者や古老の数も少ないため、現在までいまだ謎が多く そのため多くの歴史については未だほとんど解明されていない。かつてはその起源を京都祇園祭の山や鉾に求めるものがほとんどであったが、近年は西条の屋台の形態に祇園祭の直接的な影響はほとんどなく、近世社会において各地方と京都を結ぶ関係や必然性はあまりないと否定されている。その一方で、海を中心とする物流体制に加えて各藩の年貢米や特産品が廻送された大坂周辺との文化交流の可能性を重視するべきだと考えられている。現在では江戸時代中期に西条に屋台が登場した背景として「海上交通の発達と藩領内への貨幣経済の浸透に加え、経済力を持ってきた西条の町衆や豪農が上方の祭礼ならい 新しい「風流」を取り入れたからだ」とされている。
また、西条市 氷見地区での祭り屋台の発祥については「石岡神社の別当寺である吉祥寺の住職が 河内国誉田八幡宮の山車を見て帰り、この近郷では類例が無いので、これに似たものを竹で作り奉納したのが始まりで、これが後の氷見の寺の下屋台である」という口伝の伝承があり、この伝承については 西条地方の祭礼を研究している佐藤秀之氏が自著で「これは『摂陽奇観』や『河内名所図会』に「だんじりの始まり」と記された説によるらしい。しかし、摂河泉地方の地車研究家 若松均らによって「あやふやな説」と誤りが指摘されている。」としている一方、「誉田祭のだんじり起源説を 「西条の氷見地方にて寺之下屋台の起源として伝えていたことは、上方との交流の点で着目される」と述べている。この伝承には諸説あるため史実と断定することは難しいが、石岡神社宮司の子孫の方が所有する古文書から享保19年（1734年）に伝承を裏付けられるとする指摘もある。

### 祭礼の歴史
各神社の祭礼は神社創建時より催行なされていた。それが現在のように氏子が祭り屋台を奉納する大掛かりな祭礼行事になったのは江戸時代中期と考えられる。
現在、西条藩領内で確認できる最古の記録は一宮神社(現 新居浜市)の記録で、 松平頼致が第2代西条藩主となった正徳元年(1711年)の「御用留帳」には一宮神社祭礼の御行幸行列中に「台車（だんじり）」「御船」等が記録されている。新居浜市域で最初に確認される理由については、元禄4年（1691年）の別子銅山開坑に伴った上方との交流により、経済力と共に祭礼やだんじりが伝播してきた可能性が指摘されている。
西条市域で最初に確認できる屋台の記録は寛延3年（1750年）に西条藩から出された「午お書きだし」と呼ばれる倹約令である。「伊曽乃神社祭礼の時に、屋台宰領の者に対しては、その時に限り平素の身分にかかわらず、裃、小脇差着用を出願によって許可する」「氷見の祭礼（石岡神社祭礼を指す）の時、供奉その他役付の者、屋台宰領の者は従来の仕来りの通り裃着用苦しからず。但し衣服は綿服を着用すること」（久門家文書）と記録されている。その後宝暦7年（1757年）の石岡神社の記録に「屋台」、宝暦11年（1761年）の伊曾乃神社の記録に「屋台」がそれぞれ登場するが、どこの町や村から奉納されたものかが明らかではなく、伊曾乃神社の記録に登場する「屋台」については現在も御神輿の御供を務める本町屋台ではないかと推測されている。町名などの詳細が明らかになるのは天明年間以降で、天明元年（1781年）の石岡神社の行列帳には「屋台西町中」「神楽屋台土居中」が記録され、天明6年（1786年）の伊曾乃神社の「磯野歳番諸事日記」の行列式には中野村・福武村・大町北之丁・大町河原町・北町・魚屋町・中の町・大師町・東町・紺屋町・横町・本町から12台の屋台が、北川村(現 下喜多川)から「笠鉾」が出されたことが記録されている。西条や新居浜に太鼓台が伝播してきた19世紀前半の文政9年（1826年）になると、一宮神社文書の「御用方留帳」に「此度当方北浜にてみこし太鼓出来に付」と記録され、喜多浜に神輿太鼓が登場した。
天保6年（1835年）には9代藩主松平頼学が106年ぶりに西条にお国入りを果たし、その年の伊曽乃神社の祭礼を上覧したとされている。その際製作されたと考えられる絵巻「伊曽乃祭礼細見図」（東京国立博物館蔵）には中野村・北の町・福武村・南組・喜多川村・永易村・河原町・神拝村・古川分土場・朔日市横黒・明屋敷・魚屋町・中野町・大師町・東町新地・東町・紺屋町・上横町・本町から奉納された19台の屋台、喜多川村樋之口分・喜多浜・朔日市村・新町から奉納された4台の御輿太鼓に加え船だんじり・獅子舞など多様な神輿の渡御行列が詳細な描写で描かれ、伊曽乃神社の祭礼がかなり発展していたことが窺える。また、この絵巻の屋台は四本柱の内側に人形などの造り物が飾られた状態で描かれており、かつての西条の屋台には人形屋台としての要素があったことが文献史料だけでなく絵画史料でも裏付けられた。加えて頼学が編纂を命じた西条藩領の地誌『西條誌』（1842年）には、領内の神社に奉納される台尻（だんじり）・御輿太鼓の数や一宮神社の船みゆき等の記録があり、天保年間の西条藩領の祭礼の様子が垣間見える。現在の西条市域について伊曽乃神社・石岡神社には台尻や御輿太鼓の記載があるが飯積神社については太鼓台の記載が無いため、同社で太鼓台が奉納されるようになったのは少なくとも『西條誌』が編纂された天保13年（1842年）以降であると考えられている。
明治時代になり暦が太陽暦に変更されると、各神社の祭礼日も旧暦を太陽暦に換算した日に行われるようになった。屋台の彫刻に見られる技法はより進化したものとなり、新しい技法を採り入れた屋台も次々と製作された。江戸時代からの屋台をそのまま使用する町もあったが、伊曽乃神社、石岡神社共に多くの屋台が新調された。明治末期になると御輿楽車の布団締や水引幕、三角布団の刺繍がより厚く大きなものに発達し、地の赤い部分がほとんど見えない程になっていった。
この時期になると飯積神社においても太鼓台の奉納が確認されている。明治末期には岸陰・川東（飯岡本郷）・川西（野口）・半田・下島山上組・下島山下組・船屋・大谷の8台があったという。
このような変化の中、伊曽乃神社祭礼では江戸時代に見られた渡御行列の中の船だんじりが明治中期頃に廃れ、狂言台も明治末期に廃れてしまい姿を消してしまった一方、古老の伝承では祭礼中に明治末期から大正初めの頃から伊勢音頭が歌い始められたという。
昭和8年（1932年）には禎瑞の嘉母神社で神幸祭が始められた。旧松山藩主久松家から大神輿1台を譲り受け、氏子の浄財で渡御の祭具を購入したそうである。この時の嘉母神社祭礼ではまだ太鼓台の奉納は無かった。
昭和15年（1940年）には伊曽乃神社が県社から国幣中社に昇格し、翌年(1941年)からの祭礼日が10月15・16日に変更された。この年に太平洋戦争が開戦するが祭礼は続けられており、昭和18年（1943年）の新聞記事には伊曾乃神社祭礼に「戦勝祈願のために車を付けてでも奉納せよ」という達しが出されたり、石岡神社ではモンペ部隊の神輿が出動したりする様子が報じられている。昭和20年（1945年）8月終戦を迎えたが、神道行事禁止に伴い屋台等の運行は禁止され、各神社は総神楽を奉納した。祭礼が復活するのは翌 昭和21年（1946年）になってからであった。

## 嘉母神社祭礼
西条祭りのスタートとなる嘉母神社の祭礼は体育の日の前々日と前日に行われ、禎瑞地区の氏子により太鼓台が奉納される。
禎瑞地区は天明2年（1782年）、西条藩の干拓事業によってできた田園地帯で、この時、地元の氏神として嘉母神社も同時に創建された。神幸祭が行われるようになったのは昭和8年（1933年）のことである。
昭和50年（1975年）頃、父兄による手作りの子供太鼓台が神幸行列に参加するようになった。当初は発泡スチロールなどを使ったものであったが、順次、金糸刺繍による本格的なものが作られた。現在では地域の祭として定着し、賑わいを見せている。

### 令和元年（2019年）奉納の子供太鼓台（6台）
- 上組、中組、下組、高丸、八幡（奉納当初は子供だんじりだった）、難波

## 石岡神社祭礼
石岡神社の祭礼は氷見・橘地域の氏子により、10月14,15日に行われる。
「伊曽乃神社よりも早く祭礼にだんじりが登場し奉納された」という口伝の伝承があり、曰く「（定かではないが約300-400年前頃に）石岡八幡宮（石岡神社）の別当寺である吉祥寺の住職が、河内国の誉田八幡宮にて　当時奉納されていた祭礼山車（藤花車または祭車の類と思われる）を見て、当時地元の祭礼には奉納する山車の類がなかったため住職が記憶をたよりにこれを模した屋台を竹でこしらえて奉納した。そしてこの屋台こそが石岡神社祭礼での最初の奉納屋台、寺の下だんじりであった」とあり、これが｢だんじり祭り」としての西条祭りの発祥になったとされている（これには諸説存在する）。このため西条祭り発祥の地として各氏子のプライドも非常に高く、激しく荒々しい練りや複数の数の屋台での見事な差し上げなどを得意とし伊曽乃の祭礼とくらべ規模こそ小さいが、それを補って余りある魅力と勇ましさを誇る。
またこの地方は近年の都市化の開発の影響を受けることがほとんどないことが幸いして、おもに西条市の中心市街で繰り広げられる伊曽乃神社の祭礼でほとんど見ることができなくなってしまった古風でおもむき深い素朴な時代の西条祭りの姿が現在も守りつづけられている。また複数のだんじりと御輿屋台が御神輿とともに一斉同時にかきくらべをする光景は、現在この石岡神社の祭礼だけでしか見ることができない独特の光景であり石岡神社祭礼の最大の見せ場となっている。
田園地域ゆえの素朴な土地柄と西条だんじり特有の華麗さが非常に高い融合を果たしており、伊曽乃祭礼の豪華な華やかさとはまた違った見ごたえと味わいに満ちて非常に美しく、現代にありながら古き時代の人間味あふれたあたたかさを感じることができる「郷土の祭り」である。
平成12年（2000年）には石岡神社内より昭和初期の祭りの様子を知ることのできる「氷見石岡神社祭礼渡御行列之図」が発見された。

### 見所
10月14日
- 14日は午前9時から神社で本殿祭とよばれる神事が執り行われる。各だんじり・御輿は、未明から早朝にかけて桜の馬場とよばれる神社境内の広場に集まり　ここで一斉にかきくらべを奉納する。この神事のあと、各屋台の総代が本殿祭に参列して番号札や御神札などを受け取った後は自由行動となり、各屋台は御花集めのため各自治区町内とその周辺を練り廻す。

10月15日
- 15日は本祭である。深夜、宮出しのため百個以上の提灯で飾られただんじり・御輿屋台が各町内を出発して　まだ夜も明けぬ石岡神社の境内・桜馬場に集まり、境内を埋めつくした屋台で一斉に威勢のいいかきくらべが奉納される。
- 午前4時30分、御神輿が神社を出発し、先導するだんじり・御輿を伴って御旅所へと向かう。各屋台はお旅所でかきくらべを披露したのち提灯を外し、さらに各地域の神楽所で御神楽を奉納しながら御神輿とともに氏子地域を巡幸する。
- 午後3時30分頃、各地域での御神楽奉納をすべて終えた御神輿とだんじりの行列がつぎつぎに神社に到着し、境内の桜の馬場でだんじり・太鼓台が御神輿とともに最後のかきくらべを奉納して終わりゆく祭礼の名残を惜しむ。午後5時頃、御神輿が社殿に宮入りし、祭礼が終了する。

### 令和6年（2024年）奉納のだんじり（27台）
- 土居、古町、寺の下（西条市指定有形民俗文化財第79号）、西町、裏組、下町、上町、上之川、上之浦、新町、末長、宮之下、新御堂、新出、久保、新兵衛、山道、尾土居、西之原、大久保、蛭子、朝日町 （以上、氷見地区）
- 西泉、坂元、北山、楢之木、西田 （以上、橘地区）
- 奉納休止中のだんじり　　山口

### 令和6年（2024年）奉納の御輿屋台（2台）
- 竹内 （氷見地区）、野々市 （橘地区）

## 伊曽乃神社祭礼
伊曽乃神社の祭礼は江戸時代の昔より 約300年の伝統をもつ歴史の長いものであり、歴代の西条藩主も保護奨励したと伝えられている。これについては地元に伝わる逸話があり、「江戸時代に仙台藩の伊達公が江戸城内にて領地の祭り自慢をしている折、それを聞いていた西条藩の松平公いわく「そのような祭りより当地の祭りは更に素晴らしいものであるぞ」と語り 後日、絵師に描かせた祭り絵巻を伊達公に贈らせた」というもの。そのとき伊達家に贈られた「伊曽乃大社祭礼略図」（西条市指定歴史資料第74号）は昭和25年（1950年）、伊達家の好意により伊曾乃神社へと寄贈され 現在は社宝として所蔵されている。
また別の資料として 「伊曽乃大社祭礼略図」より更に古い時代の「伊曽乃祭礼細見図」が平成6年（1994年）に 東京国立博物館で発見されており、 当時の祭礼の様子が 楽車の彫刻の細部にいたるまで緻密かつ克明な描写で描かれている。これらの資料により狂言屋台や四本柱の内側にからくり人形などの造り物を乗せた屋台など、現在では伝えられていない祭礼の姿を窺い知ることができる。
また現代では 昭和後期に爆発的に広まった「屋台新調ブーム」が火付け役となり 一社の祭礼で奉納される台数としては全国でも最多の80台を超える美しい屋台が勢ぞろいし、10月15,16日の昼夜に渡って、勇ましくも優美な 時代絵巻さながらの美しい祭礼模様を繰り広げる。

### 見所

#### 10月14日
- まだ祭りの神事は始まっていないが、午後から宵にかけて大部分の屋台が 自町内やその周辺を運行する。特にJR伊予西条駅前とフジグラン西条には多くの屋台が集結し、既に祭り本番の如き状態となる。そして ちょうどその時間帯に 勉学や仕事で離れていた西条出身の人間やツアー観光客が 列車や長距離バスで次々と駅に到着するので活況を呈している。

#### 10月15日
- 15日深夜、午前0時前から100個前後の蝋燭の提灯で灯された各地区町会の屋台が、御神輿を迎える宮出しのため伊曽乃神社の境内にむけて移動する。西条祭りは毎年いつもこの神事が始まった時点で、すでに熱狂の最高潮のただなかにある。古くからの西条の祭り好きの多くに「西条祭りのなかでもこの宮出しこそが祭りの本番」と言わしめるほど、この神事に意気込みをかける者が少なくないからだ。明け方になり境内にすべての屋台が出揃うと、屋台に続き御神輿が社叢をあとにしてこの熱気のピークはいったん収束される。
- この後日中から夕方にかけてそれぞれの屋台はお花集めのため、自地区の町内とその周辺を廻る。また御神輿は神事のため市内の神楽所の約半分を巡幸し、大町常心のお旅所にて御神輿を据えられ 翌朝のすべての屋台を待って休息をとる。
- 15日 日中は各屋台は自由行動であるが、近年では「くすのき通り」における4台の御輿屋台の豪壮な練り比べや、

「泰山会」「川人会」「石水会」「植村会」など屋台の彫り師が同じ屋台による 氏子の自主的な催しが新たな見所として注目されている。

#### 10月16日
- 16日深夜、午前0時頃より、各屋台が先述の「お旅所」に向かい、それぞれがご神体の鎮座する御神輿の前で練りを奉納する。
- 各屋台がすべて揃うと、御供本町屋台をしたがえた御神輿が市内の神楽所へ向けて出立する。
- お旅所を払暁に出発した全屋台は統一運行となり、早朝に「御殿前」と呼ばれる旧西条藩陣屋跡、現在の西条高校をぐるりと囲むお堀端に集合する。集まった屋台から順に大手門前で練りを披露し、最後に神輿が神楽を挙げる。屋台が御殿前に集まるのは一般的に「藩主に拝するため」と言われるが、寛永13年（1636年）に陣屋が築造されるまで伊曽乃神社の御旅所がこの地にあったことから、その名残だとする説も唱えられている。[14]
- 一方で御神輿は氏子区域内の残り半分の御神楽を挙げに市内を巡幸する。この16日は御神輿が御供本町だんじりをしたがえて市内の神楽所を巡幸する。
- 昼前には 神拝地区にある「新町泉」を通過するが、ここを地元とする神拝地区のだんじりは 次々と並んで差し上げを行い、詰め掛けた観客の拍手や歓声が挙がる。これら「御殿前」「新町泉」は共に「水の都」西条を象徴する見所・撮影場所として人気が高い。
- その後 市街中心部を横切るくすのき通りに各屋台が一斉に整列し、ここで束の間の休憩を取る。
- 御殿前での奉納を終えた各屋台は 伊曾乃氏子地区内の最東北部の玉津地区の神楽所へ向かい、この玉津地区で休憩と昼食を取る。また毎年この地域に流れる渦井川上にかかる玉津橋において、地元玉津地区3屋台での「差し上げ」が行われており、地元人が挙げる見所のひとつとして人気が高い。
- 同日夕刻、宮入りとなる。対外的には「川入り」として西条祭りを象徴する最大の見所として最も有名な場面でもある。市内の神楽所を巡幸する御神輿の露払いの役目を終えた各屋台は、行列をなして市街と神域をへだてて流れる加茂川河川敷に集合。土手上で対岸にむけてずらりと整列し（写真参照）、夕闇迫るなか、神様の御神輿の渡御を見送る。[注釈 3]なお正式の祭礼の終わりはご神輿が伊曾乃神社に戻られた時点となるが、一般的には「ご神体の(加茂川からの)渡御」をもって「祭礼の終わり」と解釈されることから、渡御する御神輿を 伊曾乃神社のお膝元の中野地区のだんじりが御神輿をとり囲んで加茂川で最後の練りあいをし、土手上で見送るだんじりとともに終わりゆく祭りの名残りを惜しむ。なお、意外と知られていないが 近代以前の加茂川の渡御では 今はなき粗末な木造の「一銭橋」を、宮司がただ馬に乗って川を渡るのみであったが、戦後になって、祭りの興奮冷めやらぬ名残り惜しさから 現在のような「川入り」の風習が始まり、現在では「宮出し」「御旅所」「御殿前」と並ぶ祭り最大の見せ場として広く定着している。
- 祭礼公式行事そのものは川入り後の御神輿の伊曾乃神社への還御で終了となるが、その後もJR伊予西条駅前や「くすのき通り」などで提灯を灯して各地区の屋台がそれぞれ集結し 祭りの最後の余韻を愉しむ。特に夜7時半頃から御殿前にて行われる 西条地区の屋台が全て集まる「夜の御殿前」は非常に幻想的で人気が高い。

### 令和元年（2019年）奉納のだんじり（77台）
- 中野、山道、楠、日明、薮之内、船形、中之段、東原、安知生、洲之内、奥之内 （以上、神戸地区）
- 福武 西之川原、福武 新田、福武 天皇、福武 澤、常心上組、常心下組、北之丁上組、川原町、西町、仲町小川、下小川、明神木、登道、北之町下組、加茂町、新玉通、駅前本通、上小川、地蔵原、北之町中組、清水町、岸陰、駅西、朝日町、南町、若葉町、錦町（以上、大町地区）
- 上喜多川、上神拝、古川、古屋敷(西条市指定有形民俗文化財第81号)、原之前、吉原三本松、新町、栄町上組、栄町中組、栄町下組、下町中組、砂盛町、下町南、川沿町、喜多川中、御所通、若草町、花園町、上川原、都町、西新町、富士見町、八丁、辯財天(西条市指定有形民俗文化財第83号)（以上、神拝地区）
- 玉津、横黒、市塚 （以上、玉津地区）
- 喜多町、魚屋町（本町三丁目）、松之巷、大師町、常盤巷、百軒巷、新地、紺屋町(西条市指定有形民俗文化財第80号)、東町（東町一丁目・二丁目）、船元町、四軒町、本町（本町一丁目） （以上、西条地区）

- 奉納休止中のだんじり　　東光、中之町（本町二丁目）

### 令和元年（2019年）奉納の御輿屋台（4台）
- 中西 （神戸地区）、下喜多川 （神拝地区）、喜多濱、朔日市 （以上、西条地区）

## 飯積神社祭礼
西条市の東部地域と新居浜市の大生院地区を氏子とする飯積神社の祭礼では、新居浜太鼓祭りと同様の太鼓台が奉納される。
祭礼において太鼓台が奉納されるようになった時期は定かではないが、天保13年（1842年）に編纂された史書『西條誌』においては飯積神社の祭礼に太鼓台が奉納されていた旨の記述は無いことから、祭礼において太鼓台が奉納されるようになったのは天保年間以降だと考えられている。
奉納台数あわせて11台と近隣の祭りと比べてけっして派手なものではないが、氏子の気合は非常に高く、激しく勇ましいかきくらべが奉納期間中において地域の随所で行われることから、飯積神社祭礼のファンも多い。
また近年 新居浜太鼓祭りでの各地域、特に山根グランド統一舁きなどにて見られる 複数の太鼓台を横に連ねて合わせ練る、または同時に差し上げる「寄せ舁き」は 意外にもこの飯積神社祭礼が発祥である。

### 見所

#### 10月15日
各太鼓台自由運行。
日没後に西条東部の飯岡地区と玉津地区の数台の太鼓台で飯岡地区のコメリパワー西条店･ハローズ西条飯岡店前にて夜のかきくらべが行われている。

#### 10月16日
各太鼓台自由運行。
夕刻、西条市玉津地区で飯積神社前に数台の太鼓台が集合する。
また日没後に新居浜市大生院地区のフレッシュバリュー大生院店前で新居浜市中萩地区の太鼓台と西条市域の太鼓台の計10台で夜のかきくらべが行われる。

#### 10月17日
統一行動。
午前2時半～3時頃より、飯積神社前に全氏子の太鼓台11台が集合する。その後、この日最初のかき比べ会場である船屋グラウンドへ向かう。
会場へは地元である船屋太鼓台を先頭に 各氏子の太鼓台が続々と続き、午前4時すぎから全太鼓台によるかきくらべが一斉に催される。
その後、未明から各自治会に戻り朝食をとり 再度集合して氏子巡りの巡幸が始まる。
巡幸については暦の偶数年は新居浜市域の大生院方面から東回り、奇数年は市内の飯岡方面から西回りと
年毎交互にルートを変えながら運行されている。
道中 途中で飯岡八幡神社にて昼食をとりながら、各神楽所への太鼓台の巡幸が続行される。
そして15時半ば頃から 氏子11台すべての太鼓台が飯積神社前の河川敷に各々集合し、
夕刻、最後の力を振り絞って 飯積神社祭礼の最大の見せ場となる11台の太鼓台と御神輿による同時差し上げが行われ、
その後 御神輿の還御をもって祭礼の全行程が終了する。

#### 10月18日
- 祭礼行事は終わっているが、お花集めのため 玉津地区の太鼓台が伊曾乃氏子区域にて運行される。

### 令和元年（2019年）奉納の太鼓台（11台）
- 船屋、下島山上組、下島山下組、大谷(鶯谷) （以上、玉津地区）
- 飯岡八幡、飯岡本郷、野口 （以上、飯岡地区）
- 岸影、下本郷、上本郷、喜来 （以上、新居浜市 大生院地区）

## 西条型の屋台を出す県内諸地域での祭礼
- 新居大島祭り - 新居大島は江戸時代において西条藩領最大の港であると共に瀬戸内海各地方との交易が盛んであった。現在行政区は新居浜市ではあるものの、新居浜から東で主流の太鼓台形式の屋台ではなく、西条のだんじりと酷似した屋台が奉納されている。　ただし、新居大島の祭礼においては現在、島の過疎化による若衆の不足と氏子の高齢化が深刻化しており、祭礼そのものの存続が危うい状況に追い込まれつつある。
- 大山祇神社産土須奈大祭 - 大三島の大山祇神社での祭礼で旧暦の8月21日～8月22日に催行される。西条型の御輿屋台(布団だんじり)が2台奉納されている。現在の屋台は「西条から買われた」とされ、江戸期と思われる旧い時代の西条の御輿屋台の姿を受け継いでほぼ完全に再現したレプリカである(これは屋台の老朽化による)。まず上条地区が購入し、のちに下条地区が再現して新調した。
- 東予祭り - 平成の大合併で新しく西条市になった旧東予市の祭り。江戸時代西条藩だった地域があり、近年だんじり数も増えている。
- 小松祭り - 平成の大合併で新しく西条市になった旧小松町の祭り。小松藩であった時代から西条と同型の屋台が奉納されている。隣接している石岡祭りだんじりの一部と10月15日の夜に境界周辺で練り合う。
- 丹原祭り - 平成の大合併で新しく西条市になった旧丹原町の祭り。御輿楽車とだんじりとの双方が奉納するのは伊曾乃祭りと石岡祭りとこの丹原祭りだけである。

### 二重氏子での祭り
・伊曾乃例大祭地区内
- 古茂理神社祭り - 中野の一部地区
- 御所神社祭り - 古川地区とその周辺地区
- 橘新宮祭り - 神戸地区の一部
- 弁天祭り - 朝日町、駅前本通り、下町中、下町南、新地
- 神拝荒神祭 - 神拝地区の一部
- 加茂神社祭り - 福武地区
- 楢本神社祭り - 大町地区(福武及び明神木を除く)
- 吉原稲荷大明神大祭 - 吉原三本松　(春祭り)
- 風伯今磯野神社神幸祭 - 上神拝から横黒まで(春祭り)

・石岡例大祭地区内
- 氷見山王神社祭 - 氷見新町、裏組、西町、上町、古町、上ノ川
- 塩竃神社祭りｰ 新兵衛
- 天王社高尾神社祭 -付近の屋台いずれかが奉納

## 西条祭り以外での屋台奉納や屋台運行
特に伊曾乃氏子地区についてはその範囲が広く町内も多い。それもあって二重氏子三重氏子となっている地区もあり、そういった所では本祭りの一週間ほど前からその地区の祭りが行われ屋台が奉納される。
秋ではなく春に二重氏子地区の祭りを行い、だんじり奉納する地区もある。
また祭り奉納とは別に毎年敬老の日には入院中のお年寄りのために福武地区では愛寿会病院に地蔵原と新田のだんじりが慰問運行、玉津地区では玉津と市塚のだんじり[平成27年、平成31年、令和6年］には玉津と市塚だんじりと共に同じく玉津地区の横黒だんじりも参加]が毎年、済生会西条病院に慰問運行している
毎年行われる祭り以外にも、その神社の起源から計算して式年単位で屋台を奉納する地区もある。代表例としては石岡神社で行われている。
一方で旧西条市であった昭和56年(1981年)には市制40周年を記念して石岡、伊曾乃、飯積、嘉母の全屋台が10月16日午後より集結する統一行事が開催された。以後5年ごとに行われていたが、伊曾乃例大祭の川入り神事と市制のイベントとを同一時刻の同一場所で行うことには無理も多々あり、現在では中断している。
かたや市民や町内の祭り好きが高じて市外県外への祭りや行事に屋台を奉納あるいは運行することも昭和後期から始まった。昭和51年(1976年)に四国の祭りにそして昭和53年(1978年)には東京銀座祭りに、更には昭和57年(1982年)と昭和59年(1984年)には東京神宮外苑でのＴＶイベント番組「日本の祭り」に参加した。以降 海外ではハワイのホノルルや香港、国内では関東、北陸、東海(特に伊勢市)、関西、四国の他県、九州まで数年に一度の割合でどこかの屋台が遠征し、近年では地元出身者の秋川雅史氏がこれらの催しにほぼ毎回参加している。

## 西条祭りと西条市民
毎年、夏休みの後半辺りから子供等の練習する鐘や太鼓の音があちこちで聞かれるようになり、根っからの祭り好きな地元っ子はこの時期になると鐘・太鼓の耳鳴りがするとすら言われている。また故郷を離れ遠方に移り住んだ者に至っては、冠婚葬祭・盆や正月にすら帰郷しない者でも、年一度の祭りにだけは万難を排してかならず帰郷する。この土地柄ゆえ「一年は祭りに始まり、祭りに終わる」という古くからの気質が地元人の中に定着しており、これを最も象徴するものに　暦が10月から始まる「西条祭りカレンダー」があり　主に市内で毎年販売されている。
当然、祭り当日は学校、会社、商店、工場、一部官公庁までもが地方祭休日となる所がほとんどで、開いているのはコンビニと救急消防医療関係程度で飲食店の多くも閉まってしまう。そのため観光客用に「祭り当日でも営業している商店マップ」が配布されるほどである。
西条市民には「祭りがやりたいから西条に残った」、と公言する者も多く、冗談のような話だが地方祭休日があるかどうかで就職を決めたり、他所に出ていても祭りがやりたいがために仕事を捨てて(辞めて)西条に帰ってくる者すら多く存在する。
また、地元人の間では古くから現在に至るまで　祭りを神事として捉える意識が特に強く、近年の新居浜太鼓祭りにみられるようなイベント化・観光化・祭りの土日開催への移行に対する嫌悪感・抵抗感が根強い。
昭和50年代(1975年～)以降 全国各地の祭りや行事にも西条のだんじりが参加する機会が多くなったが、特に伊勢神宮への奉納には格別な意識を持っているところに「神事としての祭り」を尊ぶ祭り人としての気質が如実に現れている（伊勢奉納のきっかけは、伊予のお伊勢さんと称される伊曾乃神社と西条祭りで唄われる伊勢音頭である。）
伊勢神宮や伊勢市へは現在までに遷宮や御鎮座二千年の奉賛、宇治橋の架け替えなどで、小規模納なものではだんじり1台から、大規模になるとだんじり、御輿屋台、太鼓台合わせて30台以上で、回数にして10度以上に渡って遠路奉納しているが、平成26年(2014年)4月12日には式年遷宮を記念して過去最大となる36台のだんじりと1台の太鼓台とで2100人の舁き夫が三重県伊勢を訪れ奉納した。
このような伊勢神宮への奉納はもちろん、例年の祭礼においても、祭礼の運営費・屋台の維持管理費用などに行政の援助は一切受けず、すべてお花や自治会費をはじめとする市民の寄付で賄っているのも、西条祭りを愛する市民の誇りとなっている。
こういった各種事柄や祭り装束もあって西条市では「蝋燭の一人当たり使用量」が群を抜いて高かったり(市内全域で百数十台以上あるだんじり1台あたりほぼ100本使用され、1度の祭りで10回近く交換がある)、｢地下足袋のコハゼを入れるのが早く上手｣であったり、小さい子供からご老人までが伊勢音頭を始めとする祭り唄を諳んじたり、和太鼓が得意であったりする。

## 組織
日本を代表する多くの祭りが、街の空洞化・住民の都会への流出・少子高齢化・過疎化などにより形骸化、あるいは行政とタイアップされ観光イベント化していく中、西条祭りは現在でも古来からの伝統に則り あくまで地元の氏神と氏子の神聖な神事として催行され存続してきた。
町内会長が各町のだんじり運営の「総責任者」となることも多い。自治会、町内会は、祭礼になると世代別に「中老」「青年団」「小若」などに分かれて奉納に参加する。
　また女性は「婦人会」等で食事や飲み物の準備に係わり、裏方として大切な存在である。
　昭和の終わり頃から女性も舁き夫として奉納に参加することも増えてきた。この事についてはそもそも舁き夫は男であるべきという考えと、女性は以前には振袖などの晴れ着で祭りを見るか、裏方として食事などの手配をしていたこともあり少々苦々しく思う氏子も存在する。ただ西条祭り自体がだんじりの台車や法被の着用、その他諸々の進化をしての現在の隆盛であるため、女性の参加は軽々に論ずるよりこれからの歴史の判断に任せたい。
　そして平成に入ってからはきちんと法被を着用した女性の笛お囃し隊を取り入れる町内も出てきて、こちらは事前の長期に渡る練習にも余念が無く、好感を持って迎えられている。

### 役職、役割
（伊曾乃神社祭礼での例）
- 鬼頭 - 祭礼全体における氏子の奉納全般の方針決定と現場指揮を行う。独特の房付き黒装束と鬼の面を付ける。帽子の金線で役職を表し、4本が大総取締、3本は総取締、2本で総取締格並びに副取締、1本は副取締格並びに班員、線なしが鬼頭から選任された2年間かぎりの奉仕者となる。また襷(たすき)の色は係を表し、神輿係が赤地に白線2本、屋台係が赤地に緑線2本となる。
- 本肩 - 御神輿を担ぐ「年番」として各町持ち回りで自町内に5年に一度巡ってくる役職。「神さん舁き」とも呼ばれ、氏子にとって最も名誉ある役職とされている。
- 総々代 - 自治会を代表して祭礼奉納にかかわるすべての活動を統括する代表総責任者。江戸期には武士でなくとも届出により裃、小脇差が許された。
- 総代 - 総々代に準じ、祭礼期間中の屋台運行の直接責任者として奉納運行に携わる。総代も江戸期には裃、小脇差が許された。
- 団長 - 青年団長。祭礼期間中の舁き夫、若衆の指揮と屋台運行の管理者。
- 警護 - 移動中の屋台の運行指揮や周辺見物客の安全確保を担当する。
- 太鼓、鉦 - おもに小若衆が担当。登り太鼓、降り太鼓、チャンギリなど何種類もある囃子を演奏する鳴り物方。屋台運行中はこの囃子によって舁き夫の息を合わせる事が要求される重要な役目。
- 会計、花係 - 青年団の若衆が担当。奉納中のお花の受け取り、管理を行う。また屋台に付けない裏方的業務として軽トラを使用し集められたお花の自町への運搬を行う。
- 電線係 - 電線や電話線が屋台の上部に接触しそうな際に、伸縮性のアルミポールで電線を持ち上げ屋台の通過を助ける。
- 交通係 - 奉納、巡行のほとんどが公道であるため車やバイク等の交通整理をコイコイ棒(誘導棒)を利用して円滑な交通への手助けを行う。
- 舁き夫 - 青年団の若衆のおもな役目。彼らがいないと屋台が動かない。
- 婦人会 - 祭礼期間中の青年団の食事や水分補給、休息の手配を担当する。彼女らがいなければ舁き夫が動かない。
- 小若衆 - 幼子から小学生の氏子。鳴り物の囃子や祭り唄はこの時期に憶える。屋台の運行に直接のかかわりをもつことはないが、この時期に祭りに参加することが のちの氏子に祭り人としての気概を芽生えさせる直接の原動力となっている。

## 祭り装束
戦前までは舁き夫に特に決まった服装はなかったようだ。ただ屋台総代においては江戸期より紋付着用と小脇差帯刀が特に許されていた。
戦後少しして法被の着用、ネルの腰巻、ソフト帽子、地下足袋、三つ揃えと称されるそれぞれ毛糸の股引、腹巻、襦袢が取り入れられるようになった。法被も当初は市販のものに町内名を入れたありきたりのものであったが、福武天皇が泰山屋台を購入した際に刺繍入りの法被を着用し、鮮やかな黒塗りとなった泰山屋台と相まってその後から刺繍入り法被が流行した。毛糸の三つ揃えも五色のラメが入ったきらびやかなスタイルになってきた。
更に法被のデザイン自体も粋を意識した洗練かつ芸術的されたものが出現し、各町内が屋台のみならず法被も競うようになった。地下足袋も刺繍入りのものが値段が高くても大半となった。
そんな中で温暖化もあって従来の三つ揃いでは暑いという事もあり、昭和晩期からダボシャツを使用する町内が出てきた。中には法被を着用せずダボのみという町内も一部に存在するようになった。更にはTシャツとダボズボンという所もある。一方で刺繍入りの法被は暑くてしかも重たいこともあり、減ってきている。それに合わせてなのか刺繍入りの地下足袋もずいぶん少なくなった。また他の地方の祭礼での地下足袋は白が多いが、西条ではほぼ黒である。
逆にそういった流行り廃りに背を向け、当初からの法被を頑なに伝統として守ってきている町内がまた多いのも西条市民の祭り気質といえよう。

## 祭り唄
- 伊勢音頭
- 間の山節(お杉お玉節)
- ノーエ節(農兵節)
- デカンショ節
- さのさ節
- おいらのだんじり○○だい(おいらの船は300トンの替え歌)
- まつのき小唄
- ヤットン節

## 新居浜太鼓祭りとの比較
この地方では昔よりそれぞれの祭りの特徴をあらわす表現として　西条祭りは「豪華絢爛」、新居浜太鼓祭りは「勇壮華麗」という呼び方が定着しており、特に観光ガイドなどでの紹介ではそのように記述されることが多い。
香川県西部から愛媛県東部の西条市にかけての瀬戸内海沿岸地域は 古来より極めて祭りの盛んな地域であり、それらの中でも特に際立つ異彩を放つのが西条祭りと隣市の新居浜太鼓祭りである。この二つの祭りは、互いにその規模もさることながら地元人の祭りにかける情熱において、地方にもかかわらず全国の有名な祭礼と比肩して譲らぬ非常に激しい祭りとして知られている。また　西条祭りにおける屋台の奉納台数はいまや全国随一とまで言われており、他県に類を見ない非常に大規模な祭りとしても年々その知名度を広めている。
天保6年(1835年)、第9代西条藩主 松平頼学(よりさと)が命じ、天保13年(1842年)に 日野暖太郎和煦 (-にこてる/1785年-1858年)の手により編纂された 西条藩の地誌である『西條誌』には、新居浜の一宮神社の祭礼について「台尻（だんじり）、幷に御輿太鼓数、合十七」という記述があり、同一の藩領であった西条・新居浜ともに元は同様の祭りであったとされている。ただし、この「御輿太鼓」が西条で見られる「ミコシ」を指すのか太鼓台を指しているのかは現在も議論され、研究が進められている。
以後、新居浜では次第にだんじりが廃れ、讃岐～宇摩地方より伝わった太鼓台(ちょうさ)が祭礼の主役になったのに対し、西条では旧来の形をほぼ残した形で現在に至っている。これによって現代では　西条市が四国の瀬戸内沿岸地域における祭礼文化圏の境界となっており、この地域での祭礼屋台の奉納は西条市以西の地域では現在「西条型だんじり｣が主流であり、太鼓台での奉納は少数派となっている。
また新居浜市新居大島での祭礼(ここにも吉祥寺という寺が存在する)をはじめとする瀬戸内海海域の離島諸地域の祭礼には西条型だんじりの原初の形態の屋台がいまも奉納されており、これは「屋台(だんじり)」という祭礼神具の形態が太鼓台のように陸上からではなく海から伝播してきたものであることを裏付けており非常に興味深いものがある。
なお、西条祭りにも新居浜市に近い地域に神社が位置する飯積神社の祭礼においては、現在 新居浜型の太鼓台が新居浜市 大生院地区より4台(新居浜太鼓祭りとの2重奉納)＋西条市 飯岡～玉津地区7台の計11台奉納されている。この祭礼でのかきくらべは隣市の新居浜太鼓祭りと並んでもしてけっして譲らず、むしろより血気盛んな独特の味わいを持つため 飯積祭礼のファンも多い。また練りの技術もとても高く、近年では「寄せ太鼓」の「11台同時差し上げ」の元祖としても知られている。

## 屋台の構造・様式の特異性
近畿地方から淡路島をつたい 香川県を中心に瀬戸内海沿いを陸続きに伝播して広まった太鼓台が主役の文化は、現在ではちょうど新居浜市と西条市の境界でぷっつりと寸断されている。そこから以西では突如として西条型だんじりが祭礼様式の主役となっているが、これは西条における山車(だんじり)の様式が 太鼓台の伝播した陸上の経路ではなく 直接海をわたって伝えられたことの名残りでもあり、西条地方はこれゆえ四国の瀬戸内海沿岸におけるもうひとつの祭礼文化の起点にもなっている。
また同時に、この地に山車(だんじり)という様式が伝わったことにより最も注目するべき点は、屋台の運行様式の違いであろう。山車とは元来、車をつけて曳くのが全国で最も普及した様式であるが　西条型だんじりのそれは始めから担いで運行するいわゆる舁き山車の方式をとっている。
同じことは御輿屋台にも言うことができ、構造自体は太鼓台そのものであるにもかかわらず、太鼓台の担いで運行する様式がこの地方になると突如として大型の車輪にて曳く「曳き山」として独自の進化をとげている。
主要な神楽所にだんじりがすべて出揃うと「みこし(御輿屋台)」と呼ばれるひときわ大型の太鼓台型の屋台が勢いよく走り込んでくる。この「みこし(御輿屋台)」と呼ばれる全国でも西条祭りだけに登場する独特の屋台には、人の背丈ほどもある木製の車が左右に付いており、これを30名程の舁き夫連中が2本の太い梃子（てぎ・かき棒とよぶ）に体ごととりつき、巧みに操作して振り廻しては屋台ひしめく境内を暴れるように走り回る。優雅で華麗なだんじりとは対照的に、御輿独特の激しい太鼓の囃子とあいまって非常に猛々しく豪快な迫力にあふれた屋台となっている。
このような限定された狭い一地方で、祭礼屋台の形態や様式が急激な変化をもたらした例は全国でも非常に特異であり稀であるが、これらの起源や歴史を記録した文献も現在では非常に少なく、それ故にこれは西条祭りの歴史的背景のなかで最も謎が深く興味深いものとなっている。

## 年間を通して屋台（だんじり）を展示する施設
- SAIJO BASE（旧西条市こどもの国）前 魚屋町だんじり（西条市指定有形民俗文化財第82号）、東光だんじり、さいじょうだんじり、新町みこし（西条市指定有形民俗文化財第84号)などが展示されており、太鼓台やみこし等の刺繍も展示されている。
- 愛媛県歴史文化博物館（西予市宇和町）前 川原町だんじり

尚、西条市鷹丸の市民公園内に（仮称）西条祭り会館を建設する計画がある。

## 西条祭りモニュメント
西条市内各所に点在する祭り屋台をかたどったレリーフや彫刻、看板などの一覧。
近年では特に行政側の理解もあって このようなモニュメントの設置が増加している。
- 国道11号線 加茂川橋(西条市常心)
- JR伊予氷見駅前
- くすのき通り 御船川広場(西条市下町)
- 西条市新町泉
- 県道13号線 水都橋(西条市喜多川)
- 松山自動車道、県道13号線カントリーサイン